# 弧帶鸚嘴魚
弧帶鸚嘴魚（学名：Scarus dimidiatus），又名新月鸚哥魚、鸚哥，為輻鰭魚綱鱸形目隆頭魚亞目鸚哥魚科的其中一種。

## 分布
本魚分布於西太平洋區，包括中国南海诸岛和台灣、琉球群島、菲律賓、印尼、帛琉、馬紹爾群島、澳洲大堡礁、馬里亞納群島、馬紹爾群島、夏威夷群島、美屬薩摩亞、西薩摩亞、密克羅尼西亞、新喀里多尼亞、斐濟群島等海域。

## 深度
水深3至30公尺。

## 特徵
本魚體橢長型略側扁。齒板之外表面平滑，上齒板幾被上唇所覆蓋；齒板上無犬齒；每一上咽骨具1列臼齒狀之咽頭齒。開始型雌魚，體棕黃色，背鰭到尾柄的背側分布有5個寬的垂直斑。終端型雄魚，體色深藍綠色，頭部上半部延伸到胸鰭上方形成一三角形的淡色斑，而吻端亦有相同的顏色。雌魚及雄魚皆為截形尾。背鰭硬棘9枚、背鰭軟條10枚、臀鰭硬棘3枚、臀鰭軟條9枚。體長可達27公分。

## 生態
本魚喜棲居於珊瑚茂盛的珊瑚礁區，夜間睡在珊瑚分枝中以躲避敵害。以藻類為食。

## 經濟利用
食用魚類，適合清蒸或鹽烤食用之。